# Andrej Kosticyn
Andrej Olegovič Kosticyn (bělorusky Андрэй Алегавiч Касціцын, rusky Андрей Олегович Костицын, * 3. února 1985, Novopolock, Sovětský svaz, dnes Bělorusko) je bývalý běloruský hokejový útočník a dlouholetý reprezentant. Jeho mladší bratr Sergej je rovněž lední hokejista.
V severoamerické NHL odehrál bezmála 400 utkání základní části, většinu za klub Montreal Canadiens, který jej v roce 2003 draftoval v prvním kole jako celkem 10. V Montrealu měl problémy s nedostatečným zápalem pro hru a zapletl se s organizovaným zločinem. Po výměně do Nashvillu navíc v play-off 2011/2012 porušil večerku, načež byl suspendován a v NHL po prohrané sérii skončil. Přes 400 utkání přidal v KHL, kde nastupoval za Traktor Čeljabinsk, HK Soči, Torpedo Nižnij Novgorod, HC Rudá hvězda Kunlun, HK Dinamo Minsk a CHK Neftěchimik Nižněkamsk. Odtud přestoupil během ročníku 2020/2021 do pardubického Dynama. Za Pardubice mohl odehrát pouze 12 utkání základní části kvůli třízápasovému (původně sedmizápasovému) trestu za faul na Adama Rutara a dvouzápasovému trestu za faul na Adama Musila. S osmi zápasy v play-off zaznamenal v extralize celkem 15 bodů za 5 gólů a 10 asistencí. V březnu 2021 Dynamo oznámilo, že v jejich týmu pokračovat nebude. Poslední zápasy profesionální hráčské kariéry odehrál v roce 2022 za Manglerud Star Ishockey v norské nejvyšší soutěži.

## Statistiky

### Klubové statistiky
| Sezona      | Klub                       | Soutěž      | Základní část | Základní část | Základní část | Základní část | Základní část | Play off | Play off | Play off | Play off | Play off |
| Sezona      | Klub                       | Soutěž      | Z             | G             | A             | B             | TM            | Z        | G        | A        | B        | TM       |
| ----------- | -------------------------- | ----------- | ------------- | ------------- | ------------- | ------------- | ------------- | -------- | -------- | -------- | -------- | -------- |
| 2000/01     | Polimir Novopolock         | BLR         | 1             | 2             | 1             | 3             | 2             | —        | —        | —        | —        | —        |
| 2000/01     | Polimir Novopolotsk        | EEHL        | 5             | 1             | 0             | 1             | 0             | —        | —        | —        | —        | —        |
| 2000/01     | Junosť Minsk               | BLR         | 3             | 1             | 4             | 5             | 8             | —        | —        | —        | —        | —        |
| 2000/01     | HK Vitebsk                 | BLR         | 17            | 17            | 6             | 23            | 42            | —        | —        | —        | —        | —        |
| 2001/02     | Polimir Novopolock         | BLR         | 17            | 9             | 6             | 15            | 28            | —        | —        | —        | —        | —        |
| 2001/02     | Polimir Novopolock         | EEHL        | 40            | 40            | 32            | 72            | 22            | —        | —        | —        | —        | —        |
| 2001/02     | Junosť Minsk               | BLR         | 6             | 2             | 0             | 2             | 8             | —        | —        | —        | —        | —        |
| 2002/03     | CSKA Moskva                | RSL         | 6             | 0             | 0             | 0             | 2             | —        | —        | —        | —        | —        |
| 2002/03     | Chimik Voskresensk         | RSL-2       | 2             | 1             | 1             | 2             | 0             | —        | —        | —        | —        | —        |
| 2002/03     | Junosť Minsk               | BLR         | 4             | 6             | 4             | 10            | 43            | —        | —        | —        | —        | —        |
| 2002/03     | CSKA Moskva-2              | RUS-3       | 3             | 2             | 2             | 4             | 25            | —        | —        | —        | —        | —        |
| 2003/04     | CSKA Moskva                | RSL         | 12            | 0             | 1             | 1             | 2             | —        | —        | —        | —        | —        |
| 2004/05     | Hamilton Bulldogs          | AHL         | 66            | 12            | 11            | 23            | 24            | 3        | 0        | 0        | 0        | 0        |
| 2005/06     | Montreal Canadiens         | NHL         | 12            | 2             | 1             | 3             | 2             | —        | —        | —        | —        | —        |
| 2005/06     | Hamilton Bulldogs          | AHL         | 64            | 18            | 29            | 47            | 76            | —        | —        | —        | —        | —        |
| 2006/07     | Montreal Canadiens         | NHL         | 22            | 1             | 10            | 11            | 6             | —        | —        | —        | —        | —        |
| 2006/07     | Hamilton Bulldogs          | AHL         | 50            | 21            | 31            | 52            | 50            | —        | —        | —        | —        | —        |
| 2007/08     | Montreal Canadiens         | NHL         | 78            | 26            | 27            | 53            | 29            | 12       | 5        | 3        | 8        | 2        |
| 2008/09     | Montreal Canadiens         | NHL         | 74            | 23            | 18            | 41            | 50            | 4        | 1        | 0        | 1        | 2        |
| 2009/10     | Montreal Canadiens         | NHL         | 59            | 15            | 18            | 33            | 32            | 19       | 3        | 5        | 8        | 12       |
| 2010/11     | Montreal Canadiens         | NHL         | 81            | 20            | 25            | 45            | 36            | 6        | 2        | 0        | 2        | 6        |
| 2011/12     | Montreal Canadiens         | NHL         | 53            | 12            | 12            | 24            | 16            | —        | —        | —        | —        | —        |
| 2011/12     | Nashville Predators        | NHL         | 19            | 4             | 8             | 12            | 10            | 8        | 3        | 1        | 4        | 3        |
| 2012/13     | Traktor Čeljabinsk         | KHL         | 44            | 13            | 8             | 21            | 82            | 23       | 3        | 6        | 9        | 10       |
| 2013/14     | Traktor Čeljabinsk         | KHL         | 54            | 13            | 18            | 31            | 32            | —        | —        | —        | —        | —        |
| 2014/15     | Traktor Čeljabinsk         | KHL         | 13            | 2             | 2             | 4             | 8             | —        | —        | —        | —        | —        |
| 2014/15     | HK Soči                    | KHL         | 37            | 11            | 20            | 31            | 39            | 4        | 0        | 1        | 1        | 0        |
| 2015/16     | Torpedo Nižnij Novgorod    | KHL         | 9             | 0             | 2             | 2             | 16            | —        | —        | —        | —        | —        |
| 2015/16     | HK Soči                    | KHL         | 45            | 20            | 19            | 39            | 49            | 4        | 0        | 0        | 0        | 0        |
| 2016/17     | HK Soči                    | KHL         | 51            | 16            | 18            | 34            | 49            | —        | —        | —        | —        | —        |
| 2017/18     | HC Rudá hvězda Kunlun      | KHL         | 22            | 3             | 10            | 13            | 16            | —        | —        | —        | —        | —        |
| 2018/19     | HK Dinamo Minsk            | KHL         | 50            | 14            | 14            | 28            | 28            | —        | —        | —        | —        | —        |
| 2019/20     | HK Dinamo Minsk            | KHL         | 60            | 17            | 17            | 34            | 36            | —        | —        | —        | —        | —        |
| 2020/21     | CHK Neftěchimik Nižněkamsk | KHL         | 24            | 2             | 8             | 10            | 31            | —        | —        | —        | —        | —        |
| 2020/21     | HC Dynamo Pardubice        | EHL         | 12            | 1             | 6             | 7             | 39            | 8        | 4        | 4        | 8        | 4        |
| 2021/22     | Manglerud Star Ishockey    | GET-ligaen  | 9             | 2             | 1             | 3             | 8             | 6        | 5        | 5        | 10       | 8        |
| NHL celkově | NHL celkově                | NHL celkově | 398           | 103           | 119           | 222           | 181           | 49       | 14       | 9        | 23       | 24       |
| KHL celkově | KHL celkově                | KHL celkově | 409           | 111           | 136           | 247           | 386           | 31       | 3        | 8        | 11       | 10       |

### Reprezentační statistiky
| 2000            | Bělorusko       | MS18            | 6  | 0  | 0  | 0  | 4  |
| 2001            | Bělorusko       | MS18-B          | 5  | 7  | 7  | 14 | 8  |
| 2001            | Bělorusko       | MSJ             | 6  | 0  | 0  | 0  | 2  |
| 2002            | Bělorusko       | MS18            | 8  | 7  | 3  | 10 | 18 |
| 2002            | Bělorusko       | MSJ             | 6  | 3  | 0  | 3  | 0  |
| 2003            | Bělorusko       | MS18            | 6  | 6  | 9  | 15 | 28 |
| 2003            | Bělorusko       | MSJ             | 6  | 2  | 1  | 3  | 0  |
| 2003            | Bělorusko       | MS              | 2  | 1  | 0  | 1  | 2  |
| 2004            | Bělorusko       | MSJ-B           | 5  | 5  | 5  | 10 | 12 |
| 2004            | Bělorusko       | MS-B            | 5  | 3  | 3  | 6  | 0  |
| 2005            | Bělorusko       | MSJ             | 5  | 1  | 4  | 5  | 6  |
| 2005            | Bělorusko       | MS              | 6  | 0  | 0  | 0  | 4  |
| 2006            | Bělorusko       | MS              | 6  | 1  | 4  | 5  | 6  |
| 2008            | Bělorusko       | MS              | 5  | 2  | 1  | 3  | 18 |
| 2011            | Bělorusko       | MS              | 5  | 3  | 4  | 7  | 4  |
| 2012            | Bělorusko       | MS              | 3  | 0  | 2  | 2  | 27 |
| 2014            | Bělorusko       | MS              | 7  | 0  | 0  | 0  | 4  |
| 2015            | Bělorusko       | MS              | 7  | 2  | 7  | 9  | 16 |
| 2016            | Bělorusko       | MS              | 7  | 0  | 1  | 1  | 4  |
| Junioři celkově | Junioři celkově | Junioři celkově | 58 | 34 | 32 | 66 | 78 |
| Senioři celkově | Senioři celkově | Senioři celkově | 53 | 12 | 22 | 34 | 85 |